# محمد عبده (سیاستمدار)
محمد عبده (زادهٔ ۱۳۴۶ ولسوالی شولگره در ولایت بلخ) سیاستمدار افغانستانی و نمایندهٔ مردم ولایت بلخ در دوره‌های پانزدهم و شانزدهم مجلس نمایندگان بود. ایشان در مجلس شانزدهم نمایندگان افغانستان عضو کمیسیون امور عدلی، قضایی، اصلاحات اداری و مبارزه با فساد اداری بوده‌است.

## زندگی‌نامه
محمد عبده زاده ۱۳۴۶ از ولسوالی شولگره ولایت بلخ می‌باشد. ایشان تحصیلات عالی خود را در رشتهٔ تعلیمات اسلامی در دانشگاه آزاداسلامی واحد قم به پایان رسانده‌است. او پس از آن در سمت قاضی و یک دوره نیز به‌عنوان معاون والی بلخ فعالیت کرده‌است.

## دیگر فعالیت‌ها
دیگر فعالیت‌های ایشان:
- ۱۲ سال در سمت قاضی.
- ۲ سال در سمت معاونت والی بلخ.
- نماینده مردم بلخ در دوره پانزدهم مجلس نمایندگان.